# Увс
Увс ( раніше  Убсунурський аймак; монг. Увс аймаг) — аймак на північному заході Монголії.

## Загальні відомості
Площа аймака Увс становить 69585 км². Населення — 72 906 чол. (На 2010). Щільність населення дорівнює 1,05 чол./км² (2010 р). Аймак був утворений в 1931 році під назвою Дербет по найчисленнішої народності — дербетів, з 1933 року носить сучасне ім'я. Адміністративний центр аймака — місто Улаангом з населенням 23 тис.чол. (2006). В адміністративному відношенні Увс ділиться на 19 сомонів (районів).

## Географія
По північному кордоні аймака проходить кордон між Монголією і Росією (Тува). На південному заході, півдні і південному сході він адміністративно межує відповідно з аймаками Баян-Улгій, Ховд і Завхан. На території Увса знаходяться два з трьох найбільших озер Монголії — розташоване на самому кордоні з Росією Убсу-Нур, що дало ім'я самому аймаку, і лежаче південніше Хяргяс-Нур. У нього з півдня впадають річки Завхан і Хунг, в озеро Убсу-Нур — з півночі річка Тес-Хем. 40 % території аймака займають піски і напівпустелі Улоговин Великих Озер.

## Населення
Населення аймака Увс складають в основному ойратські народи — баяти (30 %) і дербети (40 %), а також хотони. Решта — халха-монголи, тувинці і казахи.

## Адміністративний поділ
| №п/п | сомон         | 'Монгольська назва | Територія тис. км.кв | Населення | Центр      | Населення адміністративного центру |
| 1    | Баруунтуруун  | Баруунтуруун       | 3,3                  | 5,9       |            |                                    |
| 2    | Бухмурен      | Бехмерен           | 3,7                  | 2,9       | Байшинт    |                                    |
| 3    | Давст         | Давст              | 5,04                 | 2,5       | Зун Хово   |                                    |
| 4    | Завхан        | Завхан             | 6,8                  | 3,0       | Шарбулаг   |                                    |
| 5    | Зуунговь      | Зуунговь           | 4,02                 | 3,4       | Зел        |                                    |
| 6    | Зуунхангай    | Зуунхангай         | 2,7                  | 3,7       | Жаргалант  |                                    |
| 7    | Малчин        | Малчин             | 4                    | 3,8       | Цалгар     |                                    |
| 8    | Наранбулаг    | Наранбулаг         | 5,3                  | 5,2       | Наранбулаг |                                    |
| 9    | Сагил         | Сагил              | 3,8                  | 3,3       | Харход     |                                    |
| 10   | Тариалан      | Тариалан           | 2,5                  | 5,4       | Хархираа   |                                    |
| 11   | Турген        | Тургэн             | 2,253                | 2,6       | Хавцал     |                                    |
| 12   | Тес           | Тэс                | 3,085                | 7,0       | Тооромт    |                                    |
| 13   | Улгий         | Өлгий              | 2,3                  | 3,1       | Хар Ус     |                                    |
| 14   | Умнуговь      | Өмнөговь           | 3,2                  | 5,1       | Намир      |                                    |
| 15   | Ундурхангай   | Өндөрхангай        | 4,6                  | 4,2       | Жаргалан   |                                    |
| 16   | Хайрхандулаан | Хайрхандулаан      | 4,1                  | 4,5       | Марзат     |                                    |
| 17   | Ховд (Кобдо)  | Ховд               | 2,7                  | 3,3       | Хухтолгой  |                                    |
| 18   | Хяргас        | Хяргас             | 3,3                  | 3,9       | Бугат      |                                    |
| 19   | Цагаанхайрхан | Цагаанхайрхан      | 4,0                  | 3,8       | Мундуухуу  |                                    |